# Omoforion

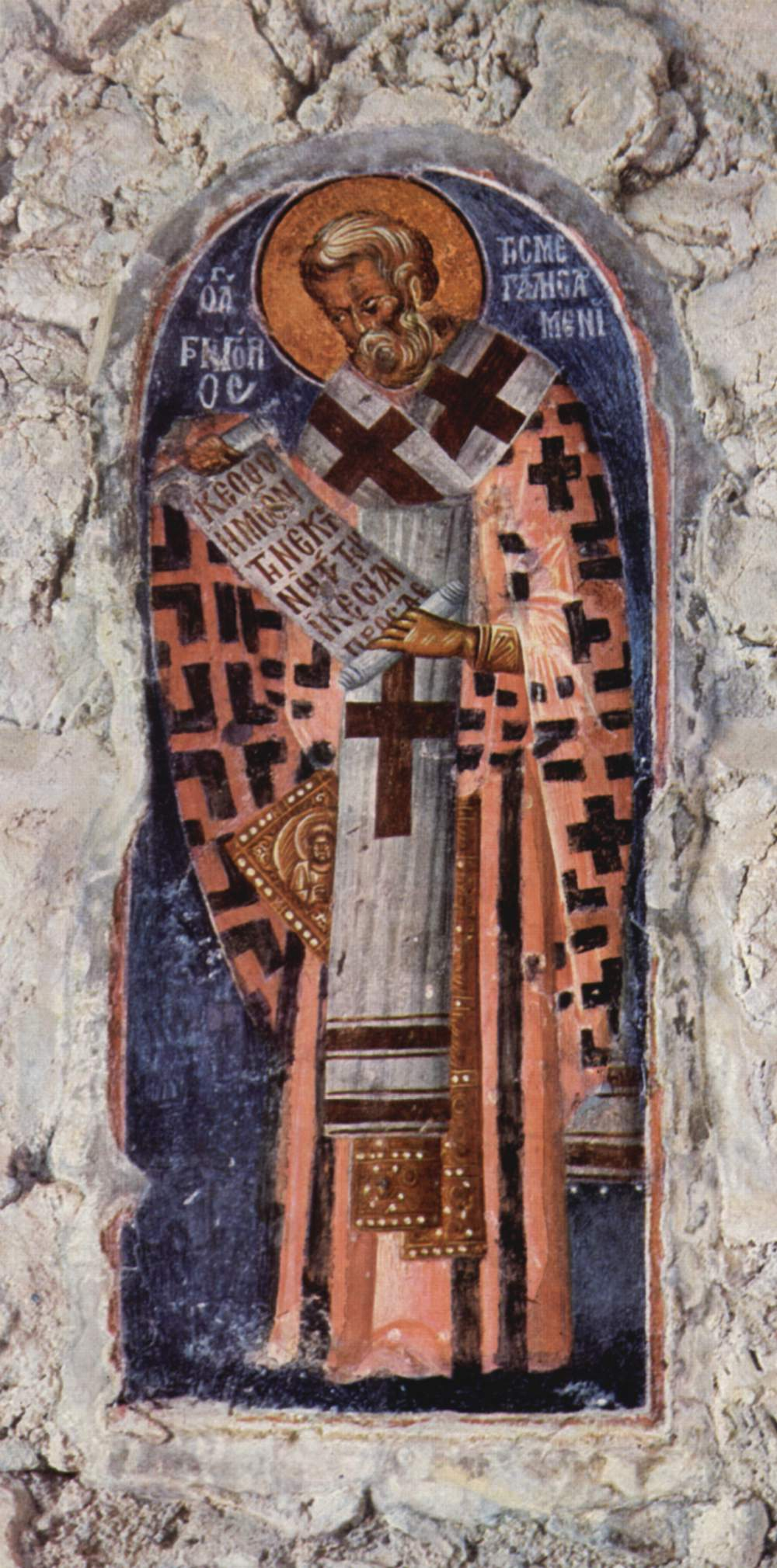

Omoforion (Grieks: ωμοφόριο, omophereo = over de schouder dragen) is een op een stola gelijkend parament dat wordt gedragen door de oosters-orthodoxe en oosters-katholieke bisschoppen.
Het is symbolisch voor het verloren lam op de schouders van de Goede Herder. Het is een brede stola-achtige band met geborduurde voorstellingen uit de evangeliën of drie kruisen en een achtpuntige ster. Het valt over de schouders en hangt aan voor- en achterkant. Het omoforion wordt zodanig gedragen dat het ene einde over de linkerschouder naar voren afhangt tot aan de zoom van de sakkos en het andere einde over dezelfde schouder naar achteren, terug naar achteren gelegd, dus drie maal over de schouders! Er is een korter sakkos wat alleen aan de voorkant hangt en dit wordt gedragen na het lezen van het Evangelie. De betekenis van het omoforion wordt weerspiegeld in het gebed dat uitgesproken wordt bij het omleggen ervan: Gij hebt de verloren natuur op Uw schouders genomen, Christus, en zijt opgestegen waardoor Gij deze verloren natuur weer tot de Vader hebt omhooggeheven.